# Lobulia marmorata
Lobulia marmorata — вид сцинкоподібних ящірок родини сцинкових (Scincidae). Ендемік Папуа Нової Гвінеї. Описаний у 2021 році.

## Поширення і екологія
Lobulia marmorata відомі з типової місцевості, розташованої в горах Мюллера в провінції Гела, на висоті 1900 м над рівнем моря.